# 김근상
김근상(金根祥, 1952년 7월 29일 ~ ) 바우로 주교는 제5대 성공회 서울교구장을 역임했다. 신명(信名,세례명)은 바우로이다.1980년 사제 서품을 받았으며, 성공회에서 위탁 운영하는 구리시립장애인복지관장으로 일하였다.2008년 1월, 서울교구 임시의회에서 정년(65세)이 임박한 당시 서울교구장 박경조(프란시스) 주교의 후임으로 선출되었다. 2008년 5월 27일 서울주교좌성당에서 박경조(프란시스) 주교의 집전으로 서울교구의 부주교로서 주교품을 받았으며, 2009년 1월 15일 서울주교좌성당에서 5대 서울교구장으로 승좌(承座,직책을 이음)를 하였다. 2010년, 당시 한국관구장 주교였던 윤종모 (솔로몬, 부산교구장) 주교의 후임 관구장으로 선출되어, 퇴임시까지 관구장직을 수행했다.

## 주요 경력
- 성공회 내동성당, 영등포성당 관할사제
- 캐나다 토론토한인교회 관할사제
- 서울주교좌성당 주임사제
- 관구 교무원장
- 구리시 장애인복지관장
- 세계성공회평화대회-서울 2007 집행위원장
- 한국기독교교회협의회(NCCK) 실행위원 및 부회장
- 제5대 서울교구장
- 제11-14대 한국관구장
- 전 세계교회협의회(WCC) 10차총회 준비위원회 상임위원
- 전 한국기독교교회협의회 (NCCK) 회장 (제61회)

## 학력
- 서강대학교 화학과 중퇴
- 가톨릭대학교 신학과 학사
- 성공회대학교 신학대학원 신학석사
- 캐나다 험버 신학대학원 신학석사 수학

## 교구장 승좌식 당시 연설
교구장 승좌식 당시 김근상 주교가 한 연설은 다음과 같다.
우선 여러분 모두에게 마음을 다해 감사의 인사를 전합니다. 며칠 상당히 추웠는데, 참석해 주셔서 감사합니다. 앞으로 나는 무엇을 하여야 할 것인가? 무엇을 할 수 있을까? 그 일을 해야 진정 하느님이 좋아하시고 만족해하실까? 그 일을 할 수 있는 능력이 있기는 한 것인가? 여러 가지 생각을 하면서 이 취임사를 만들었습니다. 김근상 주교가 오늘 서울 교구장으로 취임하면서 이렇게 말합니다.
지금은 그 어느 때보다 어려운 시기입니다. 파산하는 자본주의의 끝을 말하려는 것은 아닙니다. 이미 무한 경쟁과 힘의 축적으로 표현되는 신자유주의 경제 질서는 이렇게 무너지도록 예견된 것입니다. 그 결과 돈이 필요해서 전쟁을 일으키고, 포탄을 쏟아 붓는 전쟁은 그치지 않고 있습니다. 오늘도 저 멀리 팔레스타인에서는 무고한 수백만 명의 어린이들이 어처구니없이 하느님의 이름으로 자국을 보호한다는 이유로 죽어가고 있습니다. 그곳뿐만이 아니지요. 미얀마에서도, 그루지야에서도 우리의 반쪽 저 북에도 우리 하느님은, 우리 예수님은 고통을 당하고 계십니다.
우리나라는 어떻습니까? 회사가 부도가 나고 수많은 일용직 노동자들이 거리를 해매며, 졸업생들은 일자리가 없어서 쩔쩔매는 어려운 상황이 개선될 기미가 보이지 않습니다. 그런데 문제는 우리의 위기가 꼭 경제적인 문제로부터 기인하느냐 하는 것입니다. 아닐 것입니다. 단지 경제적인 문제가 우리의 삶을 위협하는 것은 아닐 것입니다. 무엇이 우리의 삶에 더 소중한 것인지 잊고 살았다는 것입니다.
더 안타까운 것은 우리 교회가 이런 문제로 자유로울 수 없다는 것입니다. 언제부터인지 우리 교회도 맘몬을 욕하면서도 맘몬의 노예가 되어가는 성장주의 신화에서 벗어나지 못했습니다. 하지만 여기까지여야 합니다. 더 이상은 안 됩니다. 지금이야말로 하느님의 나라를 향한 우리의 노력이 근본적으로 새로워져야 할 것입니다.
예수님께서 쓰러져가는 세상을 향해 외치신 하느님 나라의 비전을 다시 한 번 기억해내야 합니다. 세상을 구하기 위해 예수님이 스스로 어떻게 사셨는지를 기억해야 합니다. 하느님은 비교가치에 따라 은혜를 베풀지 않습니다. 하느님은 환율에 따라 은혜를 내리지 않습니다. 하느님은 기름 값에 따라 나라를 선택하지도 않으시고, 집값에 따라 살 집을 정하시지도 않으시며, 증권의 부침에 따라 투자를 결정하지 않으십니다. 하느님에게는 더 특별한 민족이 없으며, 이슬람이나, 유대인이나, 개신교 신자나, 로마 가톨릭 신자나, 성공회 교인이냐 하는 이름표도 소용이 없습니다. 오직 십자가의 무조건적인 사랑으로 은혜를 베풀어 주실 뿐입니다. 우리는 이 은혜를 붙잡고 값을 매길 수 없는 하느님의 은혜만 가지고 감동하며 살아가는 교회를 꿈꾸고 있습니다.
세상의 눈으로는 보잘것없이 보이겠지만 그런 눈으로 하느님을 만날 것입니다. 그런 손으로 예수님을 만날 것입니다. 교회는 세상과 구별된 거룩한 삶을 누리기 위해 존재하는 게 아닙니다. 교회는 교회 자체를 유지하기 위해 존재하는 것은 더더욱 아닙니다. 교회는 세상질서를 거슬러 인간과 세계를 그리스도 안에서 화해시키고 하나 되도록 하기 위해서 존재합니다. 예수님께서 당신의 몸을 바쳐 갈등의 몸을 헐고 화해를 가능하게 하셨듯이, 설사 자기는 썩어 없어질지라도 세상을 향해 화해의 증인이 되어야 하는 존재가 바로 교회입니다. 저는 여러분과 함께 그런 교회를 만들어 나갈 수 있기를 희망합니다.
여러분은 오늘 저의 교구장 취임을 축하하기 위해 모였습니다. 그러나 이 자리는 저 개인의 영광을 넘어 있습니다. 물론 영광스러운 일입니다만 저는 기꺼이 이 영광스러움을 여러분과 함께 나누고 싶습니다. 동시에 부담스러우시겠지만 그 무거운 책무를 함께 나누고 싶습니다. 이 자리에 함께 한 성직자, 수도자, 교우 여러분 그리고 한 시대를 함께 살아가는 동지 여러분! 제가 훌륭한 주교직을 수행할 수 있도록 도와주십시오. 아니지요. 제가 여러분을 도와드리겠습니다. 이 주교직은 여러분과 함께 나눌 수 있어야 비로소 완성되는 교회의 시작이며 끝입니다. 저는 오늘 수여받은 이 주교직이 여러분으로부터 비록 되어 여러분으로 완성된다는 것을 결코 잊지 않겠습니다. 감사합니다.}}

## 논란
2010년 11월 12일 부산교구의 한 신부의 불교 폄훼에 대해 관구장으로서 조계종 총무원장 자승스님에게 사과하였다.